# Lekkoatletyka na Letnich Igrzyskach Olimpijskich 1968 – trójskok mężczyzn
Trójskok mężczyzn podczas XIX Letnich Igrzysk Olimpijskich w Meksyku rozegrano 16 (kwalifikacje) i 17 października 1968 (finał) na Estadio Olímpico Universitario. Zwycięzcą został reprezentant Związku Radzieckiego Wiktor Saniejew. Podczas konkursu kilkakrotnie poprawiano rekord świata należący od 1960 do Józefa Szmidta. Najpierw w kwalifikacjach uczynił to Giuseppe Gentile skacząc na odległość 17,10 m, a w finale kolejno: ponownie Gentile (17,22 m), Saniejew (17,23 m), Nelson Prudêncio (17,27 m) i ponownie Saniejew (17,39 m).

## Rekordy

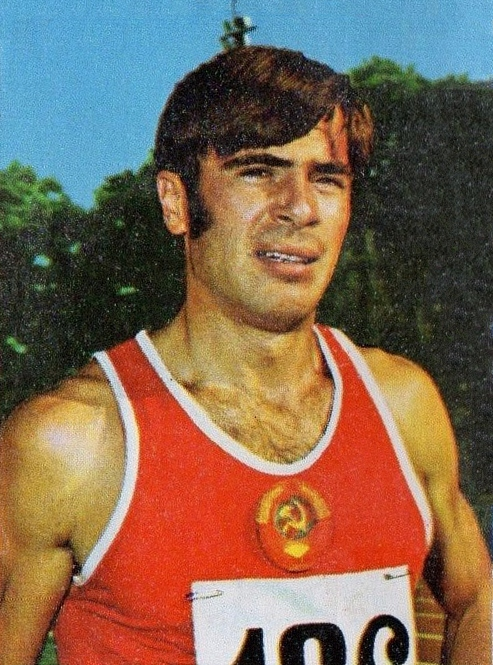
Wiktor Saniejew

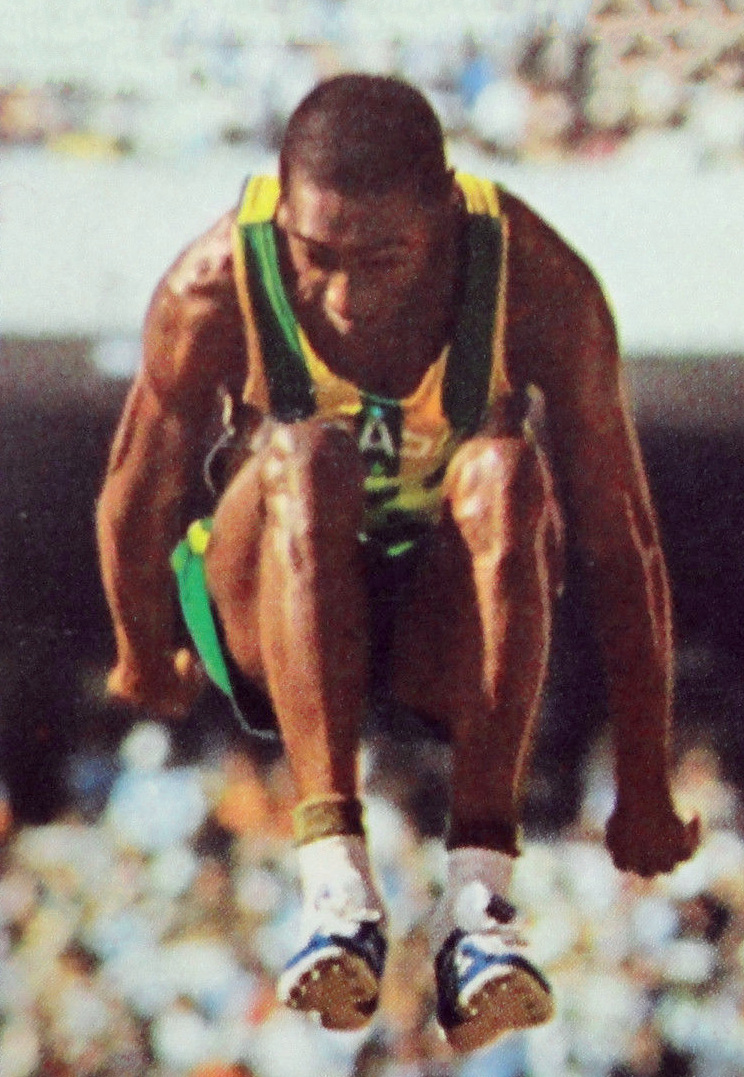
Nelson Prudêncio

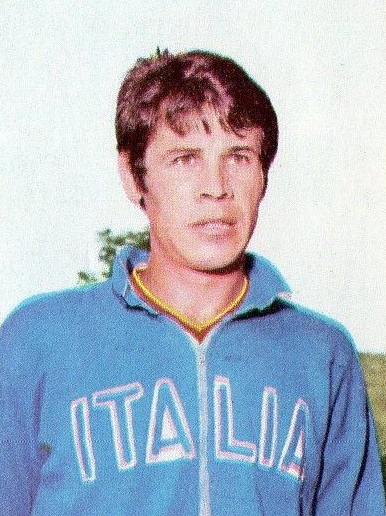
Giuseppe Gentile

|                   | Zawodnik     | Narodowość | Wynik | Data                      | Miejsce |
| ----------------- | ------------ | ---------- | ----- | ------------------------- | ------- |
| Rekord świata     | Józef Szmidt | Polska     | 17,03 | 5 sierpnia 1960(dts)      | Olsztyn |
| Rekord olimpijski | Józef Szmidt | Polska     | 16,85 | 16 października 1964(dts) | Tokio   |

## Wyniki
| Poz. - pozycja |
| – rekord świata \| – rekord krajowy \| – rekord życiowy \| = – wyrównany rekord życiowy \| · – najlepszy wynik w sezonie \| = – wyrównany najlepszy wynik w sezonie \| – rekord olimpijski |
| DNF – nie ukończył \| DNS – nie wystartował \| DSQ – zdyskwalifikowany \| NM – Brak zaliczonej wysokości                                                                                   |

### Kwalifikacje
Do finału awansowali zawodnicy, którzy osiągnęli minimum 16,10 m (Q), względnie 12 najlepszych (gdyby mniej niż 12 zawodników osiągnęło minimum, q). Skoczkowie startowali w dwóch grupach (A i B).
| Poz. | Grupa | Zawodnik             | Reprezentacja     | Próby | Próby | Próby | Wynik | Uwagi |
| Poz. | Grupa | Zawodnik             | Reprezentacja     | 1     | 2     | 3     | Wynik | Uwagi |
| ---- | ----- | -------------------- | ----------------- | ----- | ----- | ----- | ----- | ----- |
| 1.   | A     | Giuseppe Gentile     | Włochy            | x     | 17,10 | –     | 17,10 | Q,    |
| 2.   | B     | Mansour Dia          | Senegal           | 16,58 | –     | –     | 16,58 | Q     |
| 3.   | B     | Art Walker           | Stany Zjednoczone | 16,49 | –     | –     | 16,49 | Q     |
| 4.   | B     | Nelson Prudêncio     | Brazylia          | 15,79 | 16,46 | –     | 16,46 | Q     |
| 5.   | A     | Phil May             | Australia         | 16,32 | –     | –     | 16,32 | Q     |
| 6.   | B     | Georgi Stojkowski    | Bułgaria          | 15,26 | x     | 16,24 | 16,24 | Q     |
| 7.   | B     | Wiktor Saniejew      | ZSRR              | 16,22 | –     | –     | 16,22 | Q     |
| 8.   | A     | Șerban Ciochină      | Rumunia           | 15,93 | 16,07 | 16,21 | 16,21 | Q     |
| 9.   | B     | Luis Felipe Areta    | Hiszpania         | 15,94 | 16,20 | –     | 16,20 | Q     |
| 10.  | B     | Joachim Kugler       | RFN               | 15,79 | 16,20 | –     | 16,20 | Q     |
| 11.  | A     | Józef Szmidt         | Polska            | x     | 16,19 | –     | 16,19 | Q     |
| 12.  | B     | Henrik Kalocsai      | Węgry             | 15,44 | 16,16 | –     | 16,16 | Q     |
| 13.  | B     | Nikołaj Dudkin       | ZSRR              | 15,81 | 16,15 | –     | 16,15 | Q     |
| 14.  | B     | Jan Jaskólski        | Polska            | 15,88 | 15,83 | 16,04 | 16,04 |       |
| 15.  | A     | Michael Sauer        | RFN               | 15,61 | 16,02 | 15,84 | 16,02 |       |
| 16.  | A     | Derek Boosey         | Wielka Brytania   | 15,07 | 15,99 | 16,01 | 16,01 |       |
| 17.  | A     | Norman Tate          | Stany Zjednoczone | 13,43 | 15,84 | 15,83 | 15,84 |       |
| 18.  | B     | Pertti Pousi         | Finlandia         | x     | 15,84 | 15,74 | 15,84 |       |
| 19.  | A     | Yukito Muraki        | Japonia           | x     | 15,37 | 15,83 | 15,83 |       |
| 20.  | A     | Tim Barrett          | Bahamy            | x     | 15,06 | 15,79 | 15,79 |       |
| 21.  | A     | Dave Smith           | Stany Zjednoczone | x     | x     | 15,75 | 15,75 |       |
| 22.  | A     | Ewangelos Wlasis     | Grecja            | 15,47 | 15,52 | 15,71 | 15,71 |       |
| 23.  | B     | Fred Alsop           | Wielka Brytania   | 12,93 | 15,71 | 15,50 | 15,71 |       |
| 24.  | B     | Johnson Amoah        | Ghana             | 15,65 | 15,28 | 15,65 | 15,65 |       |
| 25.  | B     | Aşkın Tuna           | Turcja            | 15,65 | x     | 15,43 | 15,65 |       |
| 26.  | B     | Heinz-Günter Schenk  | NRD               | x     | 14,72 | 15,61 | 15,61 |       |
| 27.  | B     | Dragán Ivanov        | Węgry             | 15,61 | x     | 14,42 | 15,61 |       |
| 28.  | A     | Samuel Igun          | Nigeria           | 15,40 | 13,86 | 15,46 | 15,46 |       |
| 29.  | A     | Aleksandr Zołotariow | ZSRR              | 15,41 | 14,72 | x     | 15,41 |       |
| 30.  | B     | Lennox Burgher       | Jamajka           | 15,20 | 15,29 | 15,14 | 15,29 |       |
| 31.  | A     | Chen Ming-chi        | Tajwan            | 15,29 | 15,04 | 14,76 | 15,29 |       |
| 32.  | A     | Klaus Neumann        | NRD               | 15,16 | x     | –     | 15,16 |       |
| 33.  | B     | Héctor Serrate       | Portoryko         | 15,09 | 15,05 | 15,14 | 15,09 |       |
| 34.  | A     | Zoltán Cziffra       | Węgry             | 15,04 | x     | –     | 15,04 |       |
| –    | A     | Labh Singh           | Indie             |       |       |       | DNS   |       |

### Finał
| Poz. | Zawodnik          | Reprezentacja     | Próby | Próby | Próby  | Próby  | Próby  | Próby  | Wynik  | Uwagi |
| Poz. | Zawodnik          | Reprezentacja     | 1     | 2     | 3      | 4      | 5      | 6      | Wynik  | Uwagi |
| ---- | ----------------- | ----------------- | ----- | ----- | ------ | ------ | ------ | ------ | ------ | ----- |
| 01 ! | Wiktor Saniejew   | ZSRR              | 16,49 | 16,84 | 17,23  | 17,02  | 16,81w | 17,39  | 17,39  | [ 1 ] |
| 02 ! | Nelson Prudêncio  | Brazylia          | 16,33 | 17,05 | 16,75  | x      | 17,27  | 17,15  | 17,27  | [ 3 ] |
| 03 ! | Giuseppe Gentile  | Włochy            | 17,22 | x     | x      | x      | 16,54w | x      | 17,22  | [ 4 ] |
| 4.   | Art Walker        | Stany Zjednoczone | 15,43 | 16,45 | 16,77w | 16,48  | x      | 17,12w | 17,12w |       |
| 5.   | Nikołaj Dudkin    | ZSRR              | 16,15 | 16,70 | 16,37w | 16,73w | 17,09w | 16,53w | 17,09w |       |
| 6.   | Phil May          | Australia         | 15,48 | 16,58 | 16,51  | 17,02  | x      | –      | 17,02  | [ 3 ] |
| 7.   | Józef Szmidt      | Polska            | 16,06 | 16,77 | x      | 16,55  | x      | 16,89  | 16,89  |       |
| 8.   | Mansour Dia       | Senegal           | 16,71 | 16,48 | 15,44  | 16,73w | 16,64w | 15,83  | 16,73w |       |
| 9.   | Georgi Stojkowski | Bułgaria          | 16,28 | 16,46 | 16,19w | NQ     | NQ     | NQ     | 16,46  |       |
| 10.  | Henrik Kalocsai   | Węgry             | 16,45 | 16,39 | 16,20  | NQ     | NQ     | NQ     | 16,45  |       |
| 11.  | Joachim Kugler    | RFN               | 12,87 | x     | 15,90  | NQ     | NQ     | NQ     | 15,90  |       |
| 12.  | Luis Felipe Areta | Hiszpania         | 15,72 | 15,75 | 14,80  | NQ     | NQ     | NQ     | 15,75  |       |
| 13.  | Șerban Ciochină   | Rumunia           | x     | x     | 15,62  | NQ     | NQ     | NQ     | 15,62  |       |